# 柳貴家菊蔵
柳貴家 菊蔵（やなぎや きくぞう）は、太神楽曲芸師の名跡。
- 初代柳貴家菊蔵 - 本項にて記述
- 二代目柳貴家菊蔵 - 現：三代目柳貴家正楽

初代柳貴家 菊蔵（やなぎや きくぞう、1883年 - ?年9月25日）は、太神楽曲芸師。二代目柳貴家正楽は実子、三代目柳貴家正楽は孫、柳貴家小雪・柳貴家雪之介は曾孫（三代目正楽の実子）。本名：大高 菊松。
「菊蔵」の名は本名の「菊松」からとっている。
その人柄から太神楽曲芸協会の初代茨城支部長に推挙・選任された。

## 弟子
- 初代柳貴家正楽
- 二代目柳貴家正楽
- 宝家楽翁